# 鉄板焼鳥
鉄板焼鳥、鉄板焼き鳥（てっぱんやきとり）もしくは今治焼き鳥（いまばりやきとり）は、愛媛県今治市の焼き鳥。他地域で見られる「串刺し肉の直火焼き」ではなく、主に串に刺さない肉を鉄板焼きにするのが特徴である。ご当地グルメの一つ。
1961年、「五味鳥」という店が始めたところ評判を呼び、続々と鉄板焼き鳥屋が誕生し、今治市に定着した。

## 歴史

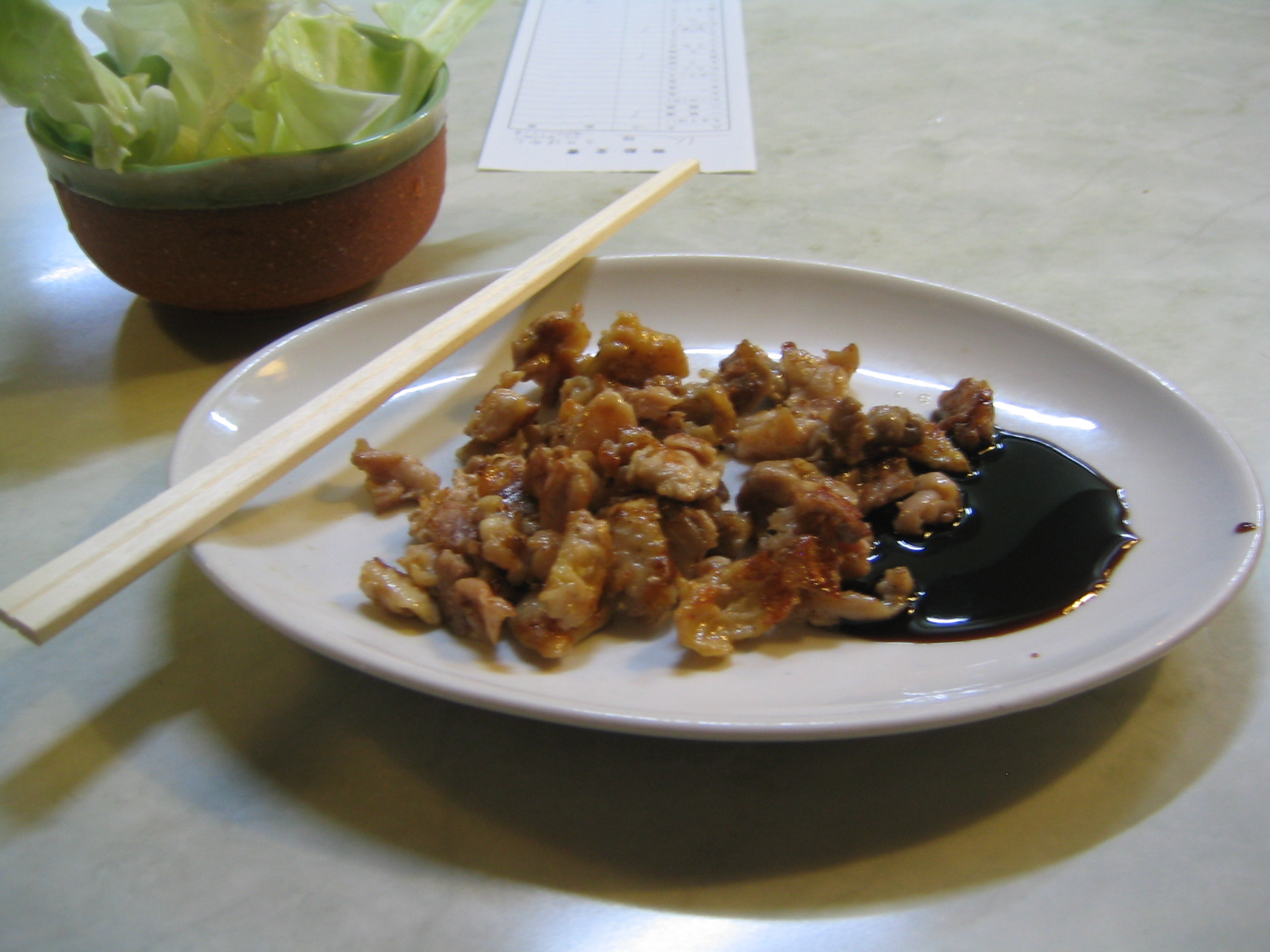
今治の「鳥の皮焼き」

今治市出身のライター土井中照によれば、鉄板焼き鳥の歴史は全国的なそれとは一線を画すものであるという。それによると、昭和初期から立花村・日高村（いずれも現今治市域）などで養鶏が盛んに行われており、第二次世界大戦後にせんざんき（鶏の唐揚げ）が名物となっていたが、焼き鳥を主とする飲食店は皆無であったという。
1961年（昭和36年）（一説には1959年）、今治市柳町に“焼き鳥”を主とする「五味鳥」が営業を始めた。店主の中川武樹によると、大阪で食べ歩きをするうち、鉄板焼きの居酒屋を見て思いついたというもので、1センチメートルほどの厚さの鉄板に肉を並べ、さらに「プレス」と呼ばれる持ち手つきの鉄板で上から押さえるという調理法であった。今治の商売人は“せっかち”で待つのが嫌いという気質があり、そういった人たちにとっては、炭焼きや直焼きだと時間がかかるが鉄板で焼くとお客へのメニュー提供時間が短くでき、しかも安くて美味しいということで爆発的な人気を呼んだという。焼き鳥店は設備投資が比較的少なくて済むため、その後新規参入が相次ぎ、「五味鳥」を参考に、「八味鳥」「百味鳥」など鉄板焼鳥の店舗が誕生し、この鉄板焼スタイルが地域の料理として発展し広がっていった。
なお、今治市は造船業でも有名なため、今治焼き鳥の鉄板は最初、造船所で拾ってきた鉄板で焼いたのではないかと言われることもあるが、土井中によればこれはあくまでも俗説であるという（造船に用いられる鋼板は鉄板焼き用鉄板としては薄くて不向き）。今治市で「やきとり山鳥」を経営する門田文雄によると、今治市で鉄板焼き鳥が発展したのは、タオル製造と造船業で働く人が焼き鳥店なら仕事着のまま汚れを気にせず入れるからであったという。
今治に他地域の焼き鳥（串刺し肉のあぶり焼）が入ってくるようになったが、店によっては炭焼きなどの直火焼きと鉄板焼きを使い分ける店や、串刺し肉も鉄板で焼く店など、独特の食文化となっている。また、これらの今治スタイルを取り入れた店舗が他の地域でも見られるようになったという。2012年、兵庫県神戸市の老舗鶏肉店「鳥忠」は、お好み焼き屋の鉄板を再利用し、淡路鶏を使って愛媛県今治の郷土料理をアレンジした鉄板焼き鳥を出す店を始めた。
1999年3月、しまなみ海道で本州と今治市がつながった際に、今治市は「人口当たりの店舗数が日本一」として焼き鳥日本一宣言を行った。同時に、今治市の食文化の焼き鳥を歌で発信しようと、市内でライブバーを経営する三宅富喜が作詞作曲歌唱した「やきとり天国」のCDが発売された。同年8月、「今治ヤキトリ料飲組合」が結成された。2003年、福岡県久留米市の市民団体「カルキャッチくるめ」の調査によって、久留米市の焼き鳥店店舗数が、「日本三大焼き鳥のまち」を自任してきた埼玉県東松山市、北海道室蘭市、愛媛県今治市や全国主要都市を上回る、人口1万人当たり7.46件と判明し、「焼き鳥日本一フェスタ」を開いた際には、今治市の「鉄板焼き鳥」店も特別参加した。2007年、田中晃の調査によると、今治市内には約60店の焼き鳥店があり、人口1万当たりの店数は4.76件で全国トップクラス。
2010年3月13日、TBSテレビ『王様のブランチ』で紹介された東京で食べられるご当地グルメランキングで渋谷区の「今治鉄板焼鳥坊ちゃん」の今治鉄板焼き鳥が第6位に選ばれた。
2010年8月、第4回「全国やきとリンピック」が今治市で開催され、今治市の鉄板焼き鳥店が全国の焼き鳥店と味を競った。
2011年、コンビニエンスストアのサークルケイサンクスは、愛媛県産米に今治名物の鉄板焼き鳥を載せ、今治市のゆるキャラをあしらった「バリィさんの焼鳥丼」を発売した。

## 作り方
広島県観光連盟が今治市内の焼鳥店を取材した際の、今治焼鳥で最もポピュラーな「鳥の皮焼き」の作り方（焼き方）は以下の通り。
1. よく熱した鉄板の上に、一口大に切った鶏皮を置き、鶏皮の上から鉄製の重しを載せ、しばらくそのままにする。
2. 脂がにじみ出てきたところで、重しを外して鶏皮をほぐし、再びまとめてまた重しを載せ、重しを上から押さえつけて脂を出しながら焼く。今治の焼き鳥店の鉄板は一部が切り欠かれており、なおかつ鉄板が斜めにしつらえてある店が多いといい、これにより鉄板焼きでも脂を切りながら焼くことが出来る。
3. 2.を繰り返し、にじみ出た脂が透明になるまで焼く。
4. 塩・コショウで味付けをし、皿に盛りつけて上からたれをかける。

串に刺さず、鉄板の上で大きな鉄のコテで肉を押さえながらジュージューと焼くため、早く火が通り、肉の旨味を凝縮させる。このような焼き方により、表面はカリッとしていながら中はジューシーに仕上がるという。
今治人の通の食べ方は“「皮」に始まり、「せんざんき（唐揚げ）」で終わる”とされる。皮焼きには、鶏皮のみを焼く店もあれば、少し肉を残した皮を提供する店もあるという。
皮以外にも、正肉（もも肉または胸肉）、シロ、ピーマンの肉詰め、レンコンの肉詰めも同様に鉄板で焼いて調理する（肉の部位詳細は鶏肉を参照）。